# Epinnula magistralis
Epinnula magistralis és una espècie de peix pertanyent a la família dels gempílids i l'única del gènere Epinnula.

## Descripció
- Pot arribar a fer 100 cm de llargària màxima (normalment, en fa 45).
- És de color blau grisenc amb el cap lleugerament més fosc que el cos.
- 15-16 espines i 17-20 radis tous a l'aleta dorsal i 3 espines i 13-17 radis tous a l'anal.
- 32 vèrtebres.
- Preopercle amb dues espines esmolades en el seu angle inferior.
- Boca amb diversos ullals i un parell de dents canines a l'extrem de la mandíbula inferior, les quals són visibles encara que la boca es trobi tancada.
- Doble línia lateral: la inferior es ramifica per sota de la cinquena o la sisena espina de l'aleta dorsal.[2][3]

## Hàbitat
És un peix marí, bentopelàgic i de clima tropical que viu entre 100 i 185 m de fondària i entre les latituds 38°N-19°S i 109°E-74°W.

## Distribució geogràfica
Es troba al mar Carib i el Pacífic nord-occidental (el sud del Japó). N'hi ha també un registre a l'Índic (12° 27′ S, 116° 16′ E).

## Observacions
És inofensiu per als humans i consumida com a aliment.